# Região Geográfica Imediata de Jaú
A Região Geográfica Imediata de Jaú é uma das 53 regiões imediatas do estado brasileiro de São Paulo, uma das quatro regiões imediatas que compõem a Região Geográfica Intermediária de Bauru e uma das 509 regiões imediatas no Brasil, criadas pelo IBGE em 2017.
É composta por 12 municípios, tendo uma população estimada pelo IBGE para 1.º de julho de 2017, de 349 440 habitantes e uma área total de 4 498,644 km².

## Municípios
Fonte: IBGE – Cidades
| Município         | População Estimada (2017) | Área (km²) |
| ----------------- | ------------------------- | ---------- |
| Bariri            | 34 602                    | 444.405    |
| Barra Bonita      | 36 331                    | 150.121    |
| Bocaina           | 12 040                    | 363.926    |
| Boraceia          | 4 717                     | 122.11     |
| Brotas            | 23 858                    | 1101.374   |
| Dois Córregos     | 26 891                    | 632.972    |
| Igaraçu do Tietê  | 24 596                    | 97.747     |
| Itaju             | 3 703                     | 230.355    |
| Itapuí            | 13 618                    | 140.023    |
| Jaú               | 155 338                   | 687.103    |
| Mineiros do Tietê | 12 812                    | 213.242    |
| Torrinha          | 9 934                     | 315.266    |
| Total             | 349 440                   | 444,405    |